# Valery Tsilent
Valery Tsilent est un lutteur biélorusse spécialiste de la lutte gréco-romaine né le 22 septembre 1969 à Lida.

## Biographie
Lors des Jeux olympiques d'été de 1996 se tenant à Atlanta, il remporte la médaille de bronze en combattant dans la catégorie des -82 kg.